# Mejove
Mejove (en (ucraïnès): Межове, en rus: Межевое, Mejevoie) és un poble de la República Autònoma de Crimea a Ucraïna, que el 2014 tenia 120 habitants. Pertany al districte de Nijnegorski.